# Seediq Bale
Seediq Bale (賽德克·巴萊, Sàidékè Balái) est à l'origine une bande dessinée taïwanaise, dessinée par Chiu Row-long, et qui raconte un drame historique taïwanais (l'incident Wushe). En 2011, cette bande dessinée a été adaptée en film, écrit et réalisé par Wei Te-Sheng, et sorti le 9 septembre 2011.

## Synopsis
En 1930, à Taïwan, près de la montagne Qilai, pendant la domination japonaise de l'île, à la suite des exactions et du mépris des colons japonais, la minorité Seediq du village de Masepu organise une rébellion.

## Bande-dessinée
C'est en 1990 que la bande-dessinée Seediq Bale est publiée la première fois à Taïwan. Ce roman graphique provoque très vite un fort engouement à Taïwan, suscitant un regain d'intérêt pour les cultures autochtones de Taïwan. En 2011, à la suite de la sortie de l'adaptation au cinéma de cette BD, Seediq Bale est rééditée en version intégrale à Taïwan, puis présentée au Festival international de la bande dessinée d'Angoulême. C'est finalement en septembre 2013 qu'est publiée la version française de Seediq Bale, aux éditions Akata.

### Distinctions
Prix du meilleur dessin au Festival International de la bande dessinée d'Alger 2011.
Prix de la meilleure bande dessinée asiatique au Festival de Chambéry.

## Film
Pour plus de détails, voir Fiche technique et Distribution.

### Fiche technique
- Titre : Seediq Bale
- Titre original : Sàidékè Balái
- Réalisation : Wei Te-sheng
- Scénario : Wei Te-sheng
- Direction artistique : Yohei Taneda
- Décors : Yoshihito Akatsuka
- Photographie : Chin Ting-chang
- Montage : Wei Te-sheng
- Musique : Ricky Ho
- Production : John Woo, Terence Chang et Jimmy Huang
- Société(s) de production : ARS Film Production et Central Motion Pictures Corporation
- Société(s) de distribution :
- Budget :
- Pays d’origine :  Taïwan
- Langue : Seediq/japonais/taïwanais/mandarin
- Format : Couleurs - 35mm - 2.35:1 - Son Dolby numérique
- Genre cinématographique : drame
- Durée :  276 minutes
- Date de sortie :
- Italie : 1er septembre 2011 (Mostra de Venise)
- Taïwan : 9 septembre 2011

### Distribution
- Lin Ching-Tai : Mona Rudao
- Umin Boya : Temu Walis
- Masanobu Ando : Kojima Genji
- Sabu Kawahara : Kamada Yahiko
- Vivian Hsu : Takayama Hatsuko
- Lo Mei-Ling : Kawano Hanako

### Distinctions
2011 : 5 prix aux Golden Horse Awards de Taïwan

### Nominations
- 2012 : Nomination à l'Oscar du meilleur film en langue étrangère.

### Box-office
Exploité en deux parties, le film a rapporté environ 28 millions de dollars.